# Warner Scarab
Der Warner Scarab ist ein Flugzeugsternmotor, der von der Warner Aircraft Corporation in Detroit von 1928 bis in die 1940er Jahre gebaut wurde. Seine militärische Bezeichnung lautet R-420.

## Versionen
Scarab S-50
Luftgekühlter Sieben-Zylinder-Sternmotor, vorgestellt 1928. Mit einer Zylinderbohrung und einem Kolbenhub von 108 mm und einer Kompressionsrate von 5,2:1, entwickelt der Scarab aus einem Hubraum von rund sieben Litern 125 PS (92 kW) bei 2050 Umdrehungen pro Minute. Sein Trockengewicht liegt bei 129 Kilogramm.
Scarab Junior
Version mit fünf Zylindern, vorgestellt 1930, 90 PS (66 kW) bei 2125 Umdrehungen pro Minute aus rund fünf Litern Hubraum mit einem Trockengewicht von 104 Kilogramm

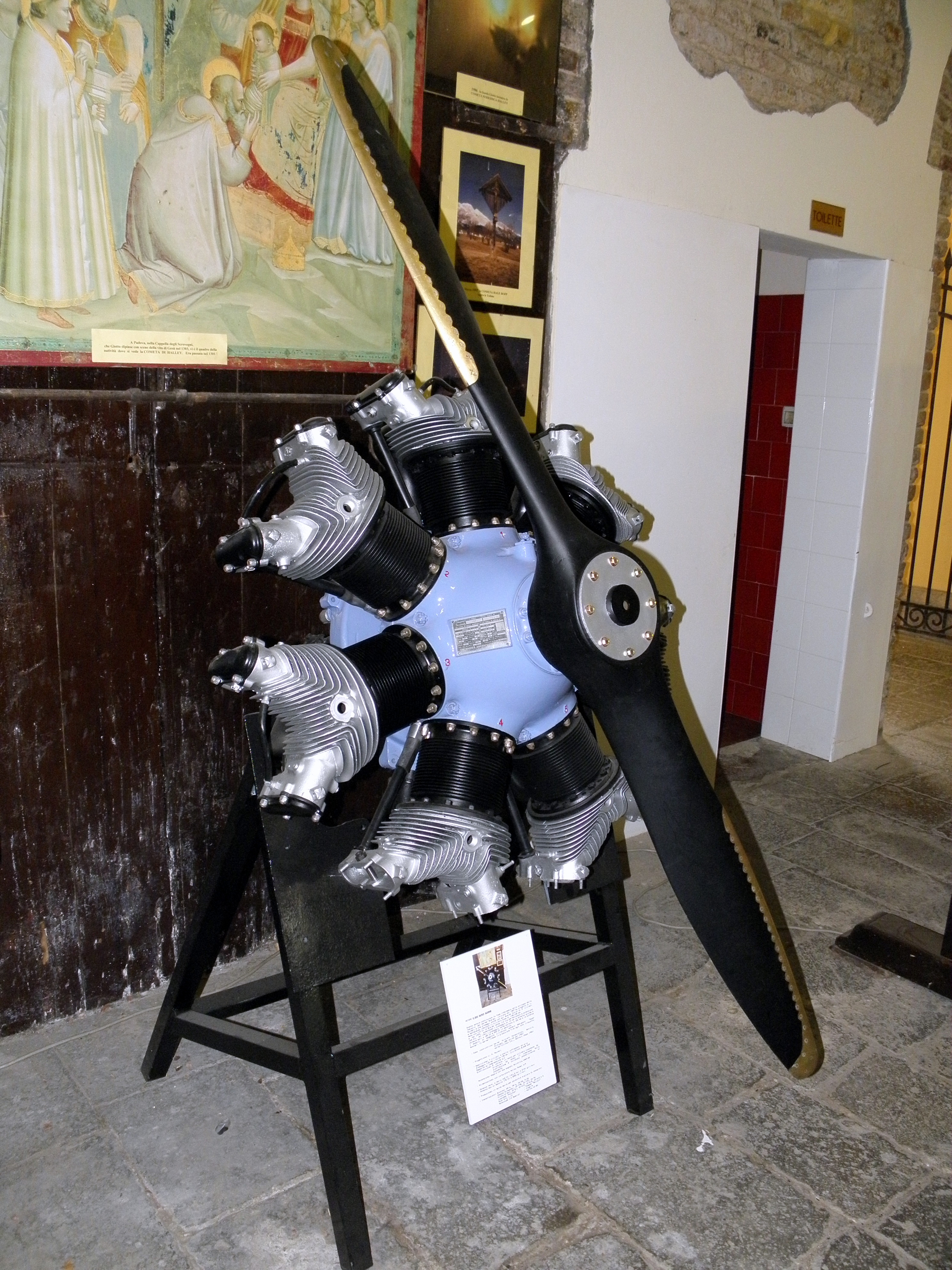
The R-500-7 Super Scarab SS-165 im Museo dell'Aria e dello Spazio in San Pelagio, Italien

Super Scarab SS-50/50A
Auf 117,5 mm vergrößerte Bohrung, entwickelt 145 PS (107 kW) bei 2050 Umdrehungen pro Minute aus einem Hubraum von acht Litern, Trockengewicht 137 Kilogramm.
Super Scarab SS-165
Erhöhung der Leistung durch verbesserte Kompressionsrate (6,4:1) auf 165 PS (121 kW) bei 2100 Umdrehungen pro Minute, Trockengewicht 155 kg
Super Scarab SS-185
Erhöhung der Leistung durch vergrößerte Zylinderbohrung (123,8 mm) auf 185 PS (136 kW) bei 2175 Umdrehungen pro Minute, Trockengewicht 156 kg
R-420
Militärische Bezeichnung des Scarab
R-500
Militärische Bezeichnung des Super Scarab 165
R-550
Militärische Bezeichnung des Super Scarab 185
145
Alternativbezeichnung des Super Scarab SS-50/50A
165
Alternativbezeichnung des Super Scarab 165
185
Alternativbezeichnung des Super Scarab 185 (Hauptsächlich als Verwendung in Hubschraubern).

## Verwendung
Unter anderem wurde der Scarab in der Cessna 165 Airmaster und der Fairchild 24 verbaut. Des Weiteren wurde er für den Antrieb des Sikorsky R-4, dem ersten in den Vereinigten Staaten in Serie gebauten Hubschrauber verwendet.
Hauptsächlich wegen der hohen Verfügbarkeit von Ersatzteilen aufgrund des Einsatzes in der Fairchild UC-61 und der Meyers OTW während des Zweiten Weltkriegs, laufen heutzutage noch viele dieser verlässlichen Aggregate in den Flugzeugen, in die sie ursprünglich eingebaut wurden. Die Motoren mit 145 PS (107 kW) und 165 PS (121 kW) waren die gängigsten Triebwerke in US-amerikanischen Flugzeugen aus der Zeit vor dem Zweiten Weltkrieg. Außerdem werden die Motoren gerne für Replika und Restaurierungen von Flugzeugen aus dem Ersten Weltkrieg eingesetzt.

### Liste von Flugzeugen mit Warner-Scarab-Motoren
- CAC Wackett
- Cessna 165 Airmaster
- Cessna Model AW
- Curtiss XC-10
- Davis D-1
- Fairchild 22 C7E, C7F
- Fairchild 24 C8B
- Fleet Model 1
- General Aristocrat
- Gee Bee Sportster
- Harlow PJC-2
- L-class blimp
- Meyers OTW
- Monocoupe 110
- Pasped Skylark
- Redfern Nieuport 17/24
- Ryan S-C
- Ryan ST-W
- Sands Fokker Dr.1 Triplane
- Sikorsky R-4
- Stinson SM-2
- Waco RSO
- Waco RBA
- Waco BNF and RNF

## Technische Daten (Scarab 50)

### Allgemeine Daten
- Typ: Luftgekühlter Siebenzylindersternmotor
- Bohrung: 108 mm
- Hub: 108 mm
- Hubraum: 6,92 Liter
- Länge: 740 mm
- Durchmesser: 928 mm
- Höhe: 930 mm
- Trockengewicht: 132 kg

### Komponenten
- Ventile: Zwei pro Zylinder
- Gemischaufbereitung: NA-5SA-Strombergvergaser
- Treibstoffart: AvGas mit 67 Oktan
- Schmierung: Trockensumpf
- Kühlung: Luft

### Leistungsdaten
- Leistung: 125 PS (92 kW)
- Kompression: 5,15:1
- Spezifischer Kraftstoffverbrauch: 334 g/kWh
- Spezifischer Ölverbrauch: 15 g/kWh
- Leistungsgewicht: 1,434 kg/kW